# Saint-Germain-Laval (Sena y Marne)
 Saint-Germain-Laval  es una población y comuna francesa, en la región de Isla de Francia, departamento de Sena y Marne, en el distrito de Provins y cantón de Montereau-Fault-Yonne.

## Demografía
| 930 | 1138 | 1134 | 2566 | 2362 | 2602 |
| Para los censos de 1962 a 1999 la población legal corresponde a la población sin duplicidades (Fuente: INSEE [Consultar]) |      |      |      |      |      |